# Óbolo

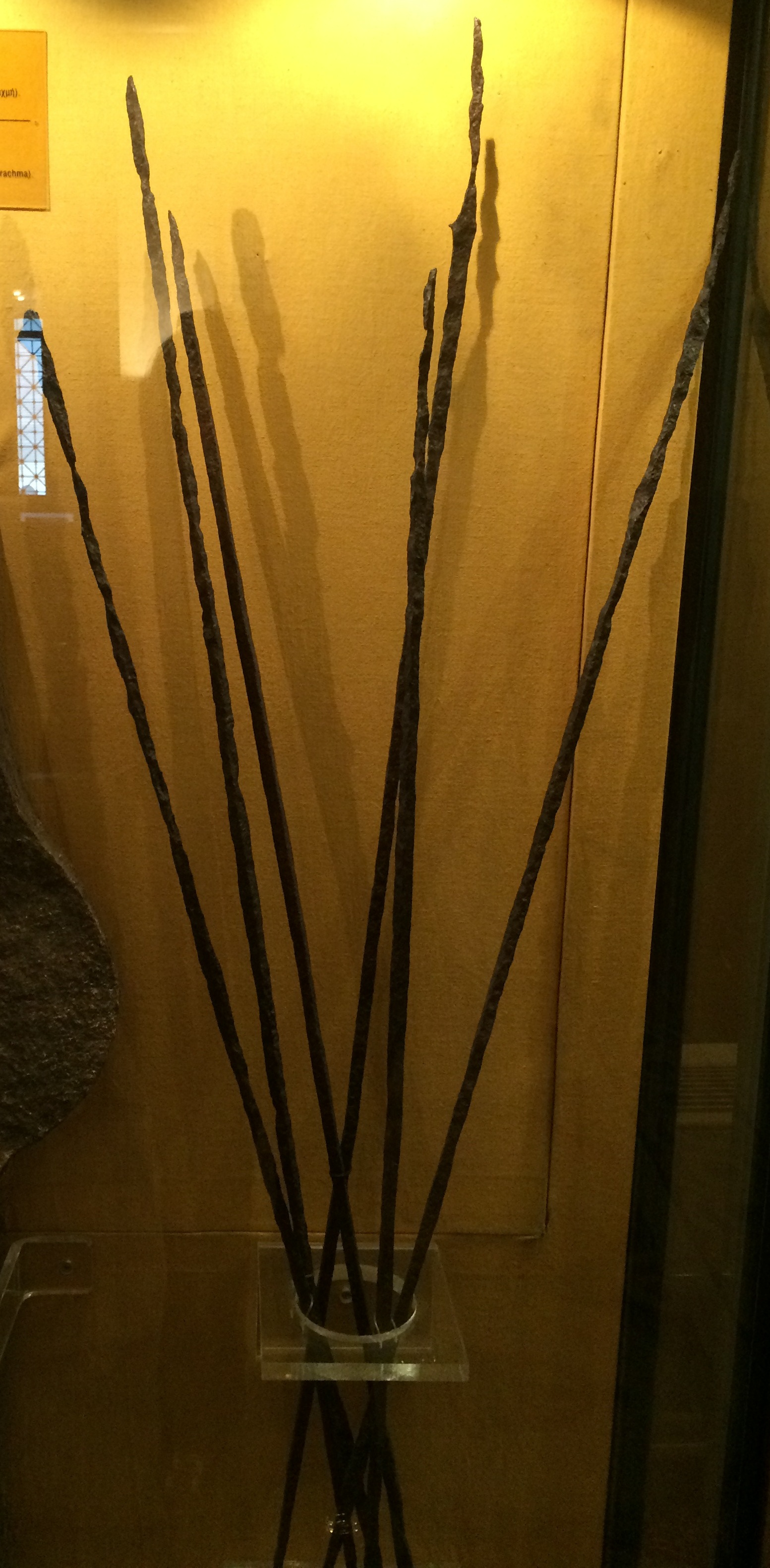
Seis óbolos en forma de vara descubiertos en el Heraion de Argos. Seis óbolos conformaban una dracma griega antigua (drakhmé).

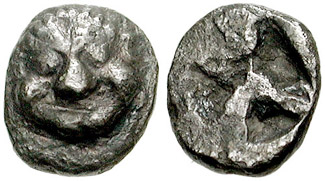
Óbolo de plata de la Antigua Atenas fechado entre el 515-510 a. C. con el anverso del Gorgoneion y el reverso con cuadrado incuso.

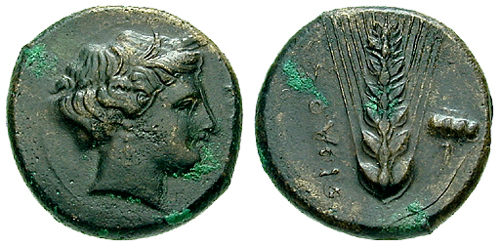
Lucania, Metaponto. Aprox. 425-350 a. C. Æ 21mm.

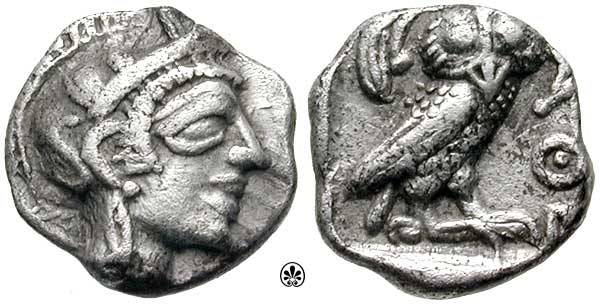
Ática, Atenas. Después de 449 a. C..

El óbolo (en griego antiguo ὀβελός, obelós y en ático ὀβολός, obolós, pl. ὀβολόι, «broche»; en latín obolus) fue una moneda de plata acuñada en varias zonas del mundo griego desde el siglo VI a. C., cuyo valor era la sexta parte de una dracma. También existían monedas de tres óbolos (trióbolos). En la Atenas clásica estaba subdividida en ocho calcos («cobres»).

## Etimología
La palabra obolós u obelós (plural oboloí, obeloí) se refiere a una barra de metal fina y larga, similar a un espeto. Los pequeños obelós son un obelískos, eufemísticamente. Los óbolos vinieron a ser utilizados como monedas al representar los lingotes de cobre o de bronce, y se negociaba con ellos como tal.

## Historia
Los espartanos tenían un óbolo de hierro equivalente a cuatro calcos. Según Plutarco, Esparta optó por esta moneda de hierro en lugar de las antiguas de oro y plata para desalentar la búsqueda del lujo y la riqueza.
El óbolo es también una unidad de peso. En la Antigua Grecia estaba definida como la sexta parte de una dracma, o aproximadamente 0,72 gramos.
En contextos funerarios, desde el siglo V a. C. está atestiguado el uso de monedas en los enterramientos en Grecia, y la práctica se fue extendiendo en los siglos posteriores tanto en Grecia como en otros lugares del Mediterráneo. Por otra parte, esta práctica se ponía en relación con la figura mítica de Caronte, que era el barquero del Inframundo encargado del transporte de las almas, de tal forma que algunas fuentes literarias mencionan la necesidad de pagar a Caronte con un óbolo —o más de uno, en algunos textos— que se solía colocar en la boca del difunto.
En la Península Ibérica, durante la fase postarcaica, en la ceca de Emporion, debido a la gran división de plata, se comenzó a acuñar el óbolo utilizando el patrón forense-persa, es decir, que la referencia de peso sea la estátera de 11,04 kg. Además, también se acuñaron otras denominaciones como el dióbolo, aunque se centraba más en el óbolo. En algunos de los anversos de los óbolos se encuentra la cabeza de Dionisio, siendo mostrado como un toro androcéfalo. En esta ceca se han identificado 119 cuños de anverso y 118 cuños de reverso distintos.
Además, el uso del óbolo se ha llevado hasta la época mediaeval, donde se nombra con el término "medio dinero". En la ceca compostelana, en Galicia, se ha encontrado un óbolo ubicado cronológicamente en 1157, cuyo reverso da a ver un barco donde el apóstol Santiago está tumbado junto a dos de sus discípulos, Teodoro y Atanasio. La leyenda del reverso habla de "Hic Locus Est", haciendo referencia a que la propia catedral es conocida por tener el sepulcro de Santiago en su interior. La iconografía de dicha moneda está ligada en su totalidad a la catedral de Santiago de Compostela.